# 홀로코스트 2
《홀로코스트 2》(Eaten Alive!, Mangiati Vivi)는 이탈리아에서 제작된 움베르토 렌지 감독의 1980년 컬트, 공포, 드라마 영화이다. 로버트 커먼 등이 주연으로 출연하였고 루치아노 마르티노 등이 제작에 참여하였다.

## 출연

### 주연
- 로버트 커먼
- 자넷 아그렌

### 조연
- 이반 라시모프
- 파올라 세나토레
- 메 메 라이

## 기타
- 미술: 마시모 안토넬로 겔렝